# Hamza Ghoudali
Hamza goudali (en arabe : حمزة غودالي), né le 7 juillet 1997 à Safi (Maroc) est un footballeur marocain évoluant dans le club du Hassania d'Agadir. Il joue au poste d'attaquant.

## Biographie
Natif de Safi, il débute le football professionnel dans sa ville natale à l'Olympique de Safi, à l'âge de 17 ans. Lors de la saison 2015-2016, il atteint la finale de la Coupe du Maroc. Son équipe est alors battue par le Maghreb de Fès.
Lors de la saison 2017-2018, il inscrit onze buts au sein de la Botola Pro, alors qu'il ne joue pourtant que vingt matchs de championnat. Le 14 avril 2018, il s'illustre avec un triplé sur la pelouse des FAR de Rabat, permettant à son équipe de l'emporter 3-4.
Le 6 août 2019, il signe un contrat de trois ans au FAR de Rabat. Le 10 septembre 2020, il perd conscience lors d'un choc avec le gardien Ahmed Reda Tagnaouti, durant un match de championnat contre le Wydad Athletic Club (match nul, 1-1).

## Palmarès
Olympique de Safi
- Coupe du Maroc :
  - Finaliste : 2016.